# ابراهیم عادل‌شاه دوم
ابراهیم عادل‌شاه دوم (حکومت: ۹۸۸–۱۰۳۵ه‍. ق/۱۵۸۰–۱۶۲۶م) امیر دکن در کشور هندوستان از خاندان عادل‌شاهیان بود که در بیجاپور حکمرانی می‌کرد.
ابراهیم عادل‌شاه ششمین از پادشاهان عادلشاهی بیجاپور، نوۀ ابراهیم عادل‌شاه یکم و فرزند طهماسب بود. پس از عموی خود علی عادل‌شاه به سلطنت نشست (۹۸۸ هَ. ق). او مدتها با پادشاهان اطراف به نبرد پرداخت. عاقبت اکثر متصرفات او به ضبط سپاهیان اکبرشاه تیموری درآمد. ابراهیم ۳۸ سال سلطنت کرده در سال ۱۰۳۶ قمری درگذشت. وی مسجد جامعی بزرگ بنا کرد و مزار او در جوار مسجد است. محمدقاسم فرشته مورخ مشهور، تاریخ فرشته را به امر او نوشته‌است.